# Целлулоидный шкаф
«Целлулоидный шкаф» (англ. The Celluloid Closet) — американский документальный фильм режиссёров Роба Эпштейна и Джеффри Фридмана, снятый по мотивам одноимённой книги Вито Руссо.
Фильм стал вехой в истории Голливуда, впервые приоткрыв завесу молчания над гомоэротическим подтекстом классических фильмов. В ленте рассказывается об основных этапах изображения Голливудом лиц нестандартной сексуальной ориентации:
- Геи в качестве забавных фриков (1910-е и 1920-е гг.)
- Геи в качестве извращённых злодеев и преступников (1930-е, 1940-е и 1950-е гг.)
- Геи в качестве жертв, обречённых на одиночество и страдание (1960-е и 1970-е гг.)

В фильме смонтированы отрывки из десятков кинолент, самая ранняя из которых — Экспериментальный звуковой фильм Диксона (1895). Комментируют отрывки Артур Лорентс, Фарли Грейнджер, Ширли Маклейн, Джон Шлезингер, Том Хэнкс, Сьюзан Сарандон, Харви Файерстин и другие деятели американской киноиндустрии.
Например, Тони Кёртис рассказывает о гомоэротической сцене с собственным участием, вырезанной из фильма С. Кубрика «Спартак», а Гор Видал — о гей-подтексте классического пеплума «Бен Гур», в создании которого он принимал участие.
«Целлулоидный шкаф» был удостоен премии Пибоди и награды за свободу самовыражения на фестивале «Сандэнс», а также выдвигался на прайм-таймовую премию «Эмми» в 4 номинациях. В честь Вито Руссо была названа награда, ежегодно присуждаемая Альянсом геев и лесбиянок против диффамации актёрам, которые вносят свою лепту в борьбу с гомофобией.

## Участвовавшие в съёмках
- Лили Томлин (рассказчица)
- Джей Прессон Аллен
- Сьюзи Брайт
- Квентин Крисп
- Тони Кёртис
- Ричард Дайер
- Артур Лорентс
- Армистед Мопин
- Вупи Голдберг
- Джен Оксенберг
- Харви Файерстин
- Гор Видал
- Фарли Грейнджер
- Пол Рудник
- Ширли Маклейн
- Барри Сэндлер
- Март Кроули
- Антонио Фаргас
- Том Хэнкс
- Рон Нисуонер
- Дэниел Мельник
- Гарри Хэмлин
- Джон Шлезингер
- Сьюзан Сарандон
- Стюарт Стерн